# Blue Planet corporation
Blue Planet Corporation (Франция) — ныне сольный проект французского электронного музыканта, продюсера и диджея по имени Габриэль Масурель (фр. Gabriel Masurel), спектр музыкальных интересов которого варьируется от танцевальной электроники стиля Trance и его различных ответвлений (Goa, Psychedelic на начальном этапе творчества, с постепенным нарастанием «прогрессивных» и «диповых» мотивов), до интеллектуальной и медитативной музыки Downtempo/Ambient (в последние годы).
До 1997 года и релиза Cyclothymic/Crystal EP (Flying Rhino records, UK) Blue Planet Corporation представлял собой творческий дуэт Gabriel Masurel и Christophe Lebras. На начальном этапе творчества в создании музыки Blue Planet Corporation также принимал участие брат Габриэля, Себастьян (Sebastien Masurel).

## Ранний этап творчества
Свой творческий путь в музыкальном искусстве Габриэль Масурель (a.k.a. Blue Planet Corporation) начинал в конце 1980-х гг. в качестве ударника в различных Поп/рок-коллективах, что не мешало ему также увлекаться и набирающим силу электронным звучанием. С приходом Техно- и Хаус-движения во Францию он приобретает первые синтезаторы и начинает экспериментировать в сочинении собственной электронной музыки.

## Первые официальные релизы и международное признание
Глубокое впечатление на Габриэля как композитора произвёл видный деятель раннего немецкого Транса/Техно и Хауса Sven Väth, посредством своего альбома «Accident in Paradise» (1992 г.). Под влиянием этой музыки Габриэль и Christophe Lebras (при участии Sébastien Masurel) годом позже издают свою первую, дебютную виниловую пластинку, под именем «Blue Planet Corporation»: Overbloody Flood EP (на лейбле Underground French-Kommunication, 1993).
В течение следующего года на том же лейбле были изданы ещё 2 винила от Blue Planet Corporation, получивших широкую известность и всеобщее признание среди поклонников Транс-музыки по всему миру: Blue Planet Corporation — Presents the Second EP (UFK, 1994: фактически, мини-альбом, состоящий из пяти блестящих трансовых композиций) и Volume 3 EP (UFK, 1994).
Тогда же, в 1994 г., состоялось и первое публичное выступление BPC в режиме Live (оставившее, по признанию самих участников проекта, далеко не самые положительные впечатления).
Виниловые релизы, датированные 1993 — 94-м годами, обеспечили проекту BPC высокую и устойчивую творческую репутацию на международной Транс-сцене, любовь и заслуженное уважение со стороны мирового «Транс-пипла».

## Сотрудничество с британским Flying Rhino records, альбом Blue Planet (1999)
В 1995 году, после нескольких релизов на французском лейбле P.O.F. («Product of France»), участники проекта BPC, в качестве официального признания их творческих заслуг и высокого авторитета в мире психоделической музыки, получили предложение о сотрудничестве от крупного британского лейбла Flying Rhino records («Летучий носорог»), Лондон, специализирующегося на выпуске музыкальной продукции стиля Psychedelic/Goa Trance.
Габриэль начинает работу над своим первым (и на сегодняшний день, к сожалению, единственным) полноценным артистическим альбомом, участие в создании которого принимали Gus Till и Dj Thierry (лейбл XDR), а также и его коллеги по проекту Sébastien Masurel и Christophe Lebras.
Работа над дебютным альбомом BPC стартовала в декабре 1996 года и завершилась к февралю 1999-го, растянувшись, таким образом, почти на 2,5 года, что свидетельствует о чрезвычайно серьёзном и ответственном подходе Габриэля и его соратников к созданию диска, которому суждено было занять поистине выдающееся место в истории всей мировой Транс-музыки.
На протяжении этих двух с половиной лет, параллельно с работой над альбомом, участники проекта выпустили ещё ряд заметных композиций и ремиксов (включая ремикс на Amanite FX and Prana — Black Rain, 1996), а также очередной винил, ставший последним в совместной творческой деятельности Габриэля Масуреля и Christophe Lebras в рамках BPC: Cyclothymic/Crystal EP (Flying Rhino rec., 1997).
Дебютный альбом BPC под названием Blue Planet увидел свет в 1999 году, почти сразу же приобрёл статус культового и обеспечил своему автору высочайшее звание «живого классика Транс-музыки». Грандиозное и выверенное до мелочей музыкальное полотно, выдержанное в стилистике завораживающего и несколько меланхоличного, атмосферного Утреннего Транса.
После двух лет интенсивных гастрольных выступлений (как диджейских, так и Live acts) в США, Японии и Европе Габриэль выпускает свою последнюю виниловую пластинку, изданную на Flying Rhino rec.: Digital Forward EP (2002). В том же году влиятельный британский лейбл прекращает своё существование.

## Современный этап творчества (после 2002 г. и по сей день)
Сольный проект Габриэля Масуреля (BPC) и по сей день продолжает свою музыкальную активность, хотя выпускаемая под этим именем электронная музыка уже в значительной степени отличается от того олд-скульного Транса, которым «Корпорация» славилась на заре своей музыкальной карьеры.
В 2001—2002 годах Габриэль даже имел опыт сотрудничества с известной французской «Поп-дивой» Милен Фармер, и вместе с Yannis Kamarinos (a.k.a. Jaïa) написал несколько танцевальных ремиксов на её песни (тем самым попробовав себя на ниве сугубо массовой, коммерческой электроники, и внеся свой вклад в популяризацию французской эстрады).
После 2002 года в творчестве Габриэля наблюдается радикальный отход от жёстких танцевальных ритмов и концентрация внимания на более мягком и медитативном, релаксирующем саунде в стиле Downtempo/Ambient (идеальном для чилл-аута и домашнего прослушивания).
Свежие композиции от BPC регулярно появляются в составе различных V.A.-сборников (гл. обр. эмбиентной направленности), позволяя оперативно отслеживать новые тенденции и эксперименты в его творчестве.

## Дискография
Альбомы:
1999 — Blue Planet (Flying Rhino records, UK)
Синглы и EP:
1993 — Overbloody Flood EP (UFK, France)
1994 — Presents the Second EP (UFK, France)
1994 — Vol. 3 (UFK, France)
1996 — Antidote/Xoco EP (Completely Cabbaged, UK)
1997 — Cyclothymic/Crystal EP (Flying Rhino rec., UK)
1999 — Micromega Remix EP (Flying Rhino rec., UK)
2002 — Digital Forward EP (Flying Rhino rec., UK)
Ремиксы:
1996 — Amanite FX and Prana — Black Rain (BPC remix)
2001 — Mylène Farmer — C’est Une Belle Journée (Elegie’s Remix Club by BPC and Jaia)
2002 — Mylène Farmer — Pardonne-moi (Forgiveness Club Remix by BPC and Jaia)
2004 — Wizzy Noise — Time Line (BPC remix)
Треки для тематических сборников:
1997 — Intrigue (V.A. Nataraja 2, POF Music)
2000 — Blue Pill (V.A. Lunar Civilization, Moon Spirits records)
2001 — Human Genom Project (V.A. Gaia IX, XIII BIS records)
2001 — Cargo cult (V.A. Origins, Turbo Trance records)
2001 — Mangrove (V.A. Sky Dancing: Nada Masala 2, Dakini records)
2004 — Stalker (V.A. Module 02, 3D Vision)
2005 — Groove on the Moon (V.A. Hunters, Red Cells records)
2005 — Wild City (V.A. Quality Relaxation, Chill Tribe records)
2005 — Cosmic Dancer (V.A. Refresh, Aeon records)
2007 — Gengis Khan’s Reverie (V.A. Ear Pleasure, Chill Tribe records)
2007 — Hardcore Buddhist (V.A. Chillpresso I — Dari Bali, Hypo=espresso records)
Совместное творчество (Co-production):
2001 — Mylène Farmer — C’est Une Belle Journée (Elegie’s Remix Club by BPC and Jaia)
2002 — Mylène Farmer — Pardonne-moi (Forgiveness Club Remix by BPC and Jaia)
2005 — Altitudes — Altitude I (V.A. Quality Relaxation, Chill Tribe records), by Gabriel Masurel and Yannis Kamarinos
2006 — Altitudes — Altitude II (V.A. Relaxed Journeys, Chill Tribe records), by Gabriel Masurel and Yannis Kamarinos
Миксы:
2004 — BPC — Pelican West (Ambient mix)
2006 — BPC — Take it easy (Spacey mix) [также известен под названием Space music mix]